# Stazione di Basarab
Bucarest Gara Basarab (Bucarest Nord Gruppo B secondo CFR, Gara Basarab nel linguaggio comune), è una stazione ferroviaria di Bucarest ubicata nelle vicinanze della Gara de Nord, di cui è considerata una dépendance. 
Costruita nel 1959, viene utilizzata prevalentemente a servizio regionale, con treni a corta percorrenza. 
È collegata con la Metropolitana di Bucarest tramite la fermata omonima.